# Stoic (U-Boot)
HMS Stoic war ein U-Boot der britischen Royal Navy im Zweiten Weltkrieg.

## Geschichte
Die Stoic (engl.: stoisch) war ein Boot des dritten Bauloses der erfolgreichen S-Klasse. Dieses Baulos wird auch als Seraph-Klasse bezeichnet. Das Boot wurde am 18. Juni 1942 bei Cammell, Laird & Company im nordwestenglischen Birkenhead aufgelegt, lief am 9. April 1943 vom Stapel und wurde von der Royal Navy am 29. Juni 1943 in Dienst gestellt.
Die Navy setzte das U-Boot auf dem asiatischen Kriegsschauplatz ein.
Am 3. Juni 1944 versenkte die Stoic vor Penang ein japanisches Segelschiff mit dem Deckgeschütz. Am 8. Juni wurde in der Malakkastraße eine kleinere japanische Einheit versenkt. Am 12. Juni versenkte das Boot vor Phuket (Siam) bei 7° 54′ 0″ N, 98° 27′ 0″ O den japanischen Transporter Kainan Maru (1134 BRT) mit Torpedos. Am Folgetag wurde die Versenkung eines japanischen Landungsbootes vor Penang gemeldet. Die Stoic zerstörte am 17. Juni vor Penang zwei kleinere japanische Einheiten. Am 13. Juli versenkte sie vor Mukomuko (westlich von Sumatra) das japanische Fischfangschiff Nanyo Maru Nr. 55 mit der Bordkanone. Am 25. Oktober versenkte sie in der Javasee ein japanisches Küstenmotorschiff mit dem Deckgeschütz, am 31. Oktober vor der Nordostspitze Javas (Niederländisch-Indien) bei 7° 40′ 0″ S, 114° 13′ 0″ O ein japanisches Segelschiff mit dem Deckgeschütz. Am selben Tag beschoss das Boot japanische Stellungen auf der Insel Jangka. Am 16. Dezember 1944 torpedierte die Stoic westlich der Sundastraße bei 5° 45′ 0″ S, 104° 43′ 0″ O erfolgreich das japanische Hilfskanonenboot Shoei Maru (1986 BRT).
Die Stoic wurde 1948 bei unbemannten Tieftauchtests eingesetzt. Das Boot wurde in 183 m Tiefe zerdrückt. Hingegen hatten die deutschen Typ-VII-C/42-Boote eine von der Werft garantierte Tauchtiefe von 200 m und eine errechnete theoretische Maximaltauchtiefe von 400 m.
Das Wrack wurde 1950 gehoben und anschließend im schottischen Dalmuir verschrottet.